# Hôtel de Saint-Luc
L'hôtel de Saint-Luc est situé à Château-Gontier, en France.

## Localisation
L'hôtel est situé sur la commune de Château-Gontier, située dans le département de la Mayenne, en région Pays de la Loire.

## Description
L'hôtel de Saint-Luc est un hôtel particulier propriété d'une société. Il ne se visite pas.

## Historique
Il fait l'objet d'une inscription au titre des monuments historiques par arrêté du 26 juin 1989.